# Amy Robsart
Amy Robsart (ou Dudley) (7 de junho de 1532 - 8 de setembro de 1560) foi a filha e herdeira de Sir John Robsart de Syderstone Hall, e de sua esposa, Elizabeth Scott. Amy foi casada com Roberto Dudley, 1.º Conde de Leicester, favorito da rainha Isabel I em seus primeiros anos de reinado e suposto amante da mesma.

## Vida e casamento
Quando Amy tinha cerca de dezoito anos, casou-se com Roberto Dudley, 1.º Conde de Leicester. A natureza do casamento é até hoje discutida por historiadores, mas acredita-se que o motivo possa ter sido amor, embora houvesse certas conveniências para Dudley no casamento.

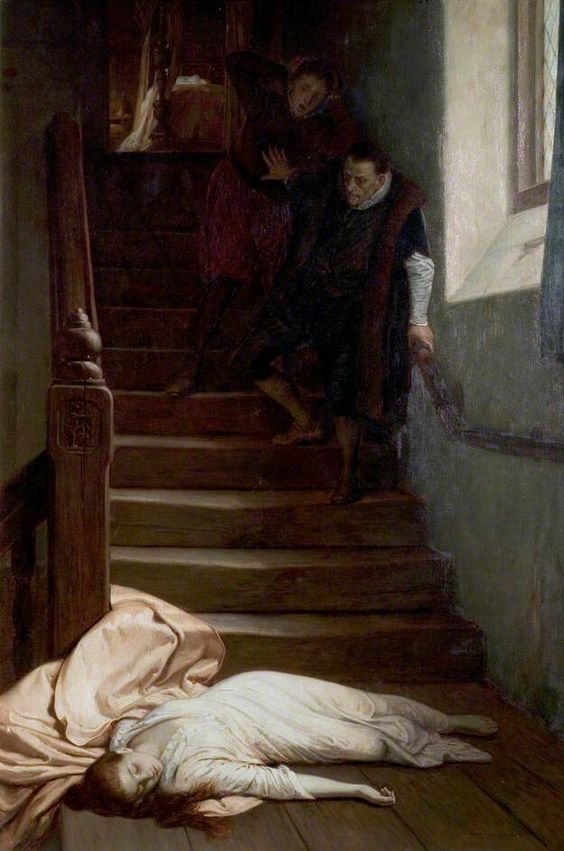
A morte de Amy Robsart, imaginada por artista vitoriano William Frederick Yeames

Dudley pode ter sido amante da rainha Isabel I de Inglaterra. O relacionamento teria se desenvolvido no período em que Roberto e Amy estiveram separados, com ele na corte, e ela no campo. Na mesma época, Amy começou a sentir dores, implicações de uma possível doença que a consumia, o câncer.

## Morte
No dia 8 de setembro de 1560, em Cumnor Place, Inglaterra, Amy foi encontrada morta. Sua morte é tida como suspeita até os dias atuais, sendo que há três possibilidades: Amy pode ter morrido pela sua doença, ter-se acidentado (ela foi encontrada morta na escada da propriedade na qual se hospedava) ou sido assassinada, embora ela possa ter cometido suicídio, também.
No caso de ter sido assassinada, seu marido ou alguém mandado por ele pode tê-la matado e um inquérito chegou a ser aberto na época, mas nenhum culpado foi apontado. Também poderia ter sido alguém mandado pela rainha, pelo (suposto) relacionamento desta com o marido de Amy.
Amy foi enterrada na Igreja Universidade de Santa Maria, a Virgem, em Oxford.